# WILD HEARTS -冒険者たち-
「WILD HEARTS -冒険者たち-（ワイルド・ハーツ ぼうけんしゃたち）は、佐野元春23作目のシングル。1986年9月21日に、EPIC・ソニー / M's Factoryから発売された。

## 概要
1986年に発足した自らのレーベル「M's Factory」第3弾シングル。
「STRANGE DAYS -奇妙な日々-」と「SEASON IN THE SUN -夏草の誘い-」同様、LPレコードの見開きジャケット仕様を模したもの特別装丁となっている。
「WILD HEARTS -冒険者たち-」は、アルバム『Café Bohemia』の先行シングルで、PVが制作されている。

## 収録曲
- 全作詞・作曲・編曲：佐野元春

1. WILD HEARTS -冒険者たち-
2. SHADOWS OF THE STREET